# Australinocreagris grahami
Genre
Espèce
Synonymes
- Microcreagris grahami Muchmore, 1969

Australinocreagris grahami, unique représentant du genre Australinocreagris, est une espèce de pseudoscorpions de la famille des Neobisiidae.

## Distribution
Cette espèce est endémique de Californie aux États-Unis. Elle se rencontre dans le comté de Calaveras à Vallecito dans les grottes Pseudoscorpion Cave et Moaning Cave.

## Description
Le mâle holotype mesure 3,4 mm et la femelle paratype 4,1 mm.

## Systématique et taxinomie
Cette espèce a été décrite sous le protonyme Microcreagris grahami par Muchmore en 1969. Elle est placée dans le genre Australinocreagris par Ćurčić en 1984.

## Étymologie
Cette espèce est nommée en l'honneur de Richard E. Graham.

## Publications originales
- Muchmore, 1969 : New species and records of caveraicolous pseudoscorpions of the genus Microcreagris (Arachnida, Chelonethida, Neobisiidae, Ideobisiinae) American Museum Novitates, no 2392, p. 1-21 (texte original).
- Ćurčić, 1984 : A revision of some North American species of Microcreagris Balzan, 1892 (Arachnida: Pseudoscorpiones: Neobisiidae). Bulletin of the British Arachnological Society, vol. 6, no 4, p. 149-166 (texte intégral).